# Sphyraena intermedia
Sphyraena intermedia is een straalvinnige vissensoort uit de familie van de barracuda (Sphyraenidae). De wetenschappelijke naam van de soort is voor het eerst geldig gepubliceerd in 2009 door Pastore.